# Копальня Мура
Копа́льня Мура (Moora) — виробничий майданчик на північному заході Австралії, що займається видобутком кварцу.
Копальню ввели в дію для забезпечення сировиною заводу металургійного кремнію в Кемертоні, що почав роботу наприкінці 1989 року. Вона постачає йому високоякісну сировину зі вмістом кварцу на рівні 99 %. Розробка ведеться відкритим способом.
Станом на 2022 рік вважали, що наявний кар'єр буде випрацьований протягом семи років. Як наслідок, почали оформлення дозвільних документів за проєктом розробки кварцитового родовища Норт-Кіака, що лежить не більш ніж за 2 кілометри від наявного кар'єру. За проєктом з Норт-Кіака повинні щорічно вилучати по 236 тисяч тонн породи, з якої після підготовки можливо буде отримувати 130 тисяч тонн товарного кварцу. Глибина кар'єру має досягнути 48 метрів.